# Эмма (телесериал, 1960)
«Э́мма» (англ. Emma) — телесериал по роману «Эмма» британской писательницы Джейн Остин транслировавшийся в Великобритании в 1960 году. Шел в прямом эфире, записи не сохранилось.

## В ролях
- Диана Фэйрфакс — Эмма Вудхаус
- Лесли Френч[англ.] — мистер Вудхаус
- Пол Дэнман[англ.] — мистер Найтли
- Мэй Холлэтт — миссис Бейтс
- Джиллиан Линд — мисс Бейтс
- Петра Дэвис[англ.] — Джейн Фэйрфакс
- Дэвид МакКаллум — Фрэнк Черчилл
- Филип Рэй[англ.] — мистер Уэстон
- Теа Холм — миссис Уэстон
- Рэймонд Янг — мистер Элтон
- Джорджина Куксон[англ.] — миссис Элтон
- Перлита Нейлсон — Гарриет Смит
- Дэвид Кол — Роберт Мартин